# Charles Christensen
Charles Osvald Grandsgaard Christensen (født 5. august 1886 i Helsingør, død 21. august 1959 på Frederiksberg) var en dansk arkitekt og arkæolog. Gift med Jacobine Elise (Lise) Peyrath Christensens.
I 1975 oprettedes efter hustruens død Arkitekt Charles Christensen og hustru Lise Christensens legat for yngre arkitekter til studier af dansk bygningskunst, fortrinsvis fra tiden indtil midten af det 17. århundrede der bestyres af Det Kongelige Nordiske Oldskriftselskab.

## Virke
Hans forældre var snedkermester Mads Grandsgaard Christensen og Charlotte Marie Madsen. Han gik på Teknisk Skole 1900-06, blev snedkersvend 1905, og gik på Kunstakademiets Arkitektskole (under Martin Nyrop og Hack Kampmann) 1907-15 og tog afgang 1916. Han var ansat som tegner og konduktør, bl.a. hos Carl Brummer, Johannes Magdahl Nielsen og Poul Holsøe 1906-25.
Han arbejdede lejlighedsvis for Nationalmuseet fra 1919 og for Indenrigsministeriet fra 1934 med synsprotokoller for de gamle bygninger og slotte under ministeriet samt for Københavns Bymuseum og Frederiksborgmuseet.
Han tog sølvmedalje som snedkersvend 1905, fik K.A. Larssens og Hustru L.M. Larssens født Thodbergs Legat 1915, 1916, 1917 og 1918 og vandt C.F. Hansen Medaillen for rekonstruktion af Uranienborg (udstillet på Charlottenborg 1919) og fik understøttelse fra Carlsbergfondet. Han foretog adskillige rejser i Europa, Nordafrika og Mellemøsten fra 1912. Han udstillede på Charlottenborg Forårsudstilling 1912-13, 1918-19, 1921-22, 1932.
Han deltog 1931 i den danske ekspedition til Syrien og udgravningen i Hama under Nationalmuseet der pågik i årene 1931-38 støttet af Carlsbergfonden.
Charles Christensen blev gift 3. februar 1929 i København med Jacobine Elise (Lise) Peyrath, (4. september 1896 i Hjørring – 11. november 1975 på Frederiksberg), datter af fabrikant Johan Peter Frederik P. og Martine Rasmussen. Han er begravet på Søndermark Kirkegård.

## Værker
- Frederiksberg Kommunes Alderdomshjem, nu plejehjemmet Østervang (2. præmie 1919 sammen med Oscar Gundlach-Pedersen, opf. 1922-23)
- Projekt til banegård i Slagelse (1921-22)
- Opmåling af Sønderborg Slot (1936-42)

### Restaureringer
- Ols Kirke (1933)
- Slagelse gl. Kloster (1935, sammen med K. Holmgaard)
- Nørre Herlev Kirke (1937-38)
- Errindlev Kirke (1955)

### Skriftlige arbejder
- Kronborg, Frederik IIs renæssanceslot, 1950
- (s.m. Francis Beckett), Uraniaborg og Stjærneborg, 1921.
- (s.m. Christian Axel Jensen), Lystrup, 1936.
- (s.m. Vilhelm Lorenzen), Vallø, 1938.